# Навапас Пісанувонг
Навапас Пісанувонг (1 січня 2001) — таїландська плавчиня. Учасниця Чемпіонату світу з водних видів спорту 2017, де в попередніх запливах на дистанції 100 метрів брасом посіла 43-тє місце і не потрапила до півфіналів.